# Stolpersteine in Engen
Die Stolpersteine in Engen sind besondere Pflastersteine in Gehwegen, die an die Opfer der nationalsozialistischen Diktatur in der baden-württembergischen Stadt Engen im Landkreis Konstanz in Deutschland erinnern sollen.

## Stolpersteine
Die Stolpersteine sind ein Projekt des Künstlers Gunter Demnig. Mit diesen kleinen Gedenktafeln soll an das Schicksal der Menschen erinnert werden, die während des Nationalsozialismus ermordet, deportiert, vertrieben oder in den Suizid getrieben wurden.
Stolpersteine sind kubische Betonsteine mit einer Kantenlänge von zehn Zentimetern, auf deren Oberseite sich eine individuell beschriftete Messingplatte befindet. Sie werden in der Regel vor den letzten frei gewählten Wohnhäusern der NS-Opfer niveaugleich in die Pflaster der Gehwege eingelassen. Mittlerweile gibt es über 100.000 Steine (Stand: Mai 2023) nicht nur in Deutschland, sondern auch in 29 weiteren europäischen Ländern. Die Stolpersteine sind das größte dezentrale Mahnmal der Welt.
Am 19. März 2023 verlegte Gunter Demnig die ersten sieben Stolpersteine in Engen.

## Verlegte Stolpersteine

### Außer-Ort-Straße 1

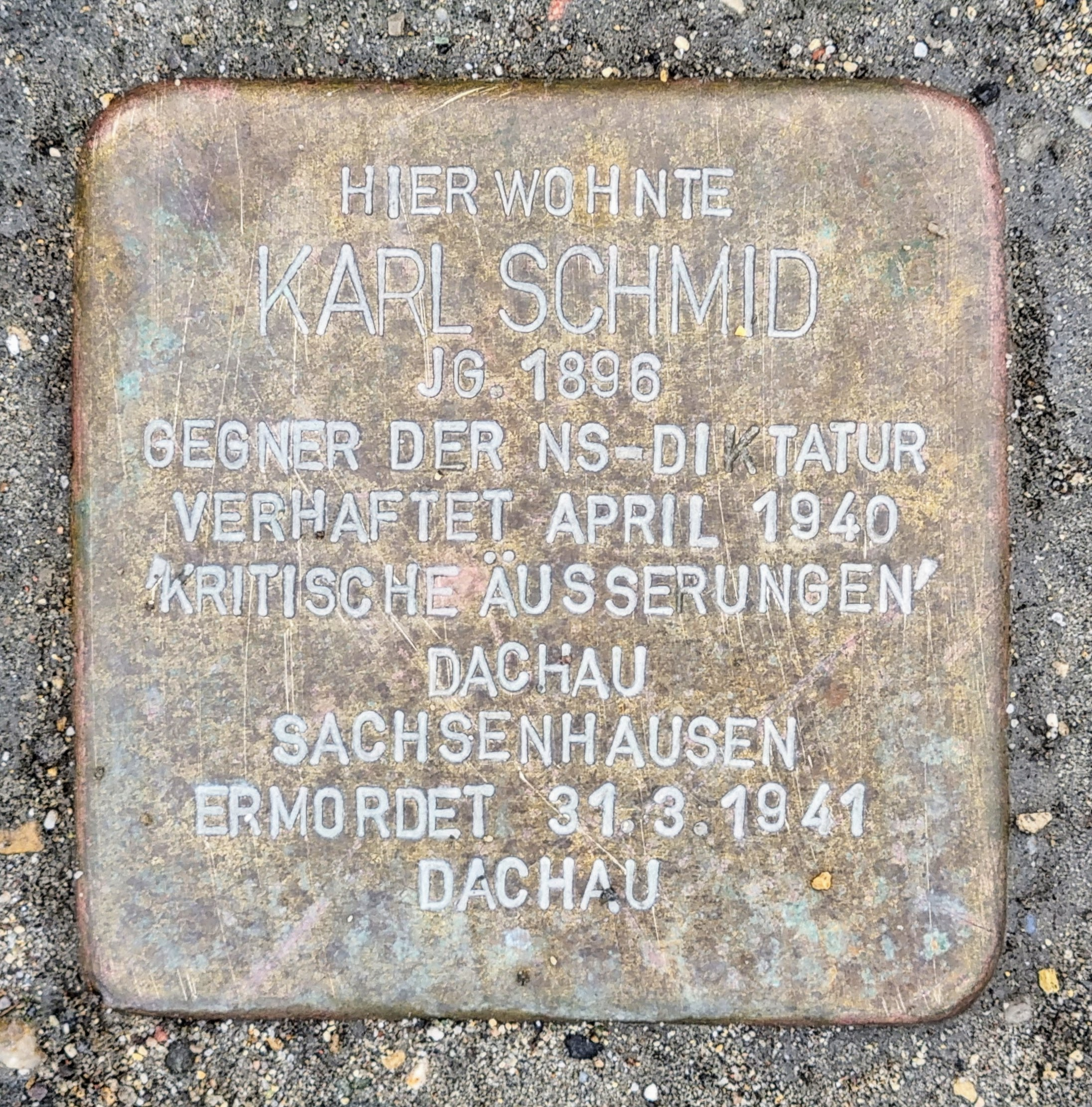
Karl Schmid

Koordinaten „Außer-Ort-Straße 1“
HIER WOHNTE / KARL SCHMID / JG. 1896 / GEGNER DER NS-DIKTATUR / VERHAFTET APRIL 1940 / ´KRITISCHE ÄUSSERUNGEN´ / DACHAU / SACHSENHAUSEN / ERMORDET 31.3.1941 / DACHAU

Karl Schmid kam am 11. Juli 1896 als eins von zehn Kindern des Gast- und Landwirts Anton Schmid und dessen Frau Frieda, geborene Kupprion, im Anselfinger Gasthaus „Traube“ zur Welt. Bevor er 1916 zum Kriegsdienst eingezogen wurde, besuchte Karl Schmid die Volks- und eine Fortbildungsschule, absolvierte eine kaufmännische Lehre bei der Engener Firma „Dürrhammer“, war ein halbes Jahr auf der Handelsschule in Stuttgart und arbeitete bei Unternehmen in Cannstatt und Engen. Nach dem Ausscheiden vom Wehrdienst kam Karl Schmid über Berlin und Eningen nach Augsburg, wo er 1922 ein Kolonialwarengeschäft kaufte, das er – gemeinsam mit seiner 1923 geheirateten Frau Margarete Hager – bis 1936 betrieb. Ab Oktober 1936 arbeitete Karl Schmid als Lagerarbeiter im Luftpark Gablingen.
Am Abend des 26. April 1940 wurde Karl Schmid laut Anklageschrift aufgrund seiner am selben Abend im Augsburger Wirtshaus Stadt Wien gegenüber Freunden und Wehrmachtsangehörigen getätigten Aussage „1914 begann auch der Krieg mit einer Begeisterung und wir haben ihn 1918 verloren. Wir gewinnen den Krieg nicht.“ verhaftet. Später kam er in das Konzentrationslager in Dachau bei München und wurde am 4. November von einem Sondergericht am Oberlandesgericht München zu fünf Monaten Haft verurteilt. Aus unbekannten Gründen wird Karl Schmid für rund drei Wochen in das Konzentrationslager Sachsenhausen bei Berlin verlegt, kommt aber wieder zurück nach Dachau, wo er in der Nacht des 31. März 1941 verstarb.
Der Stolperstein für Karl Schmid wurde am 19. März 2023 verlegt.

### Breitestraße 5
Koordinaten „Breitestraße 5“
HIER WOHNTE/ARBEITETE / EDITH KAFFE / JG. 1910 / FLUCHT 1936 / USA

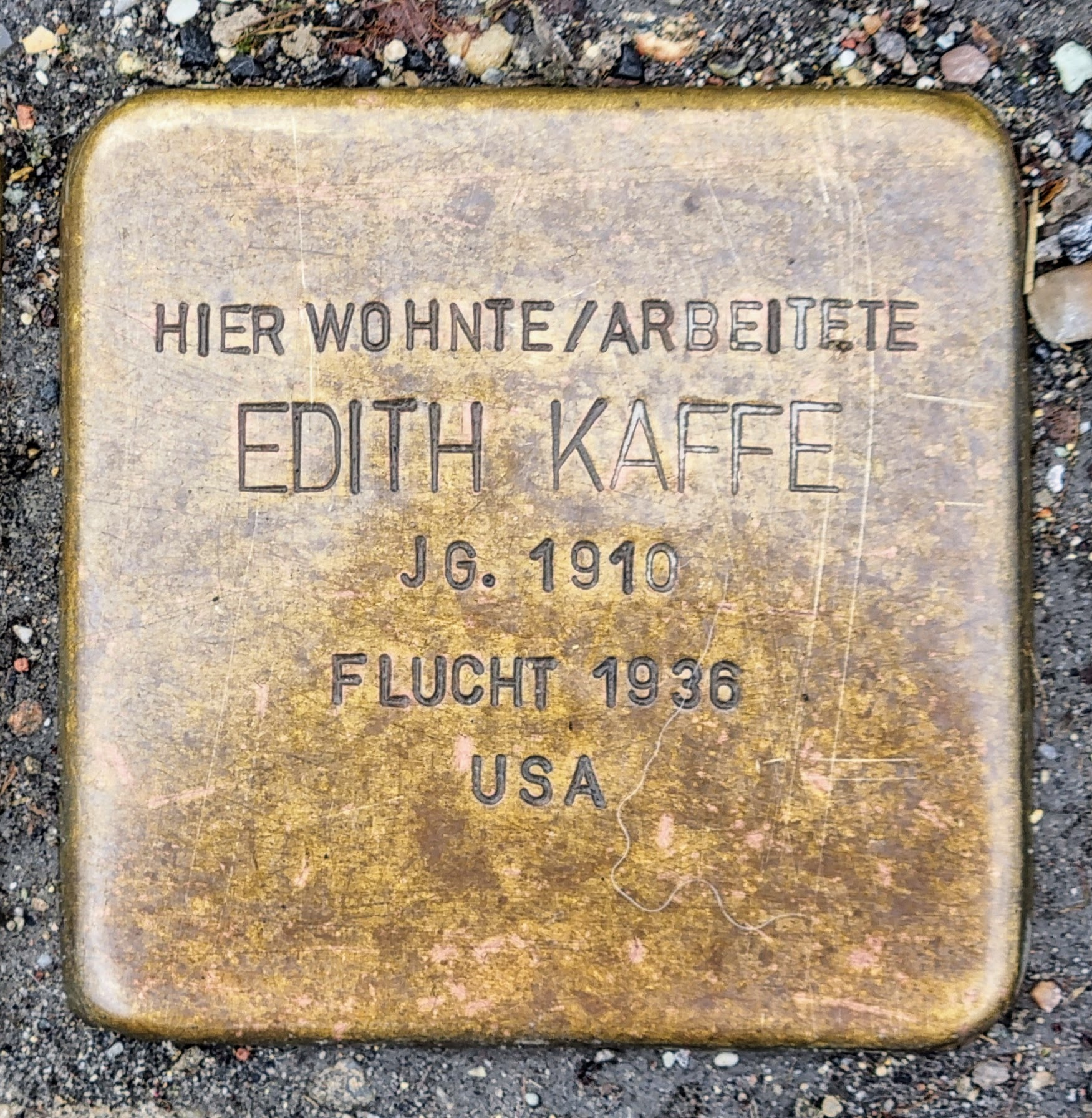
Edith Kaffe

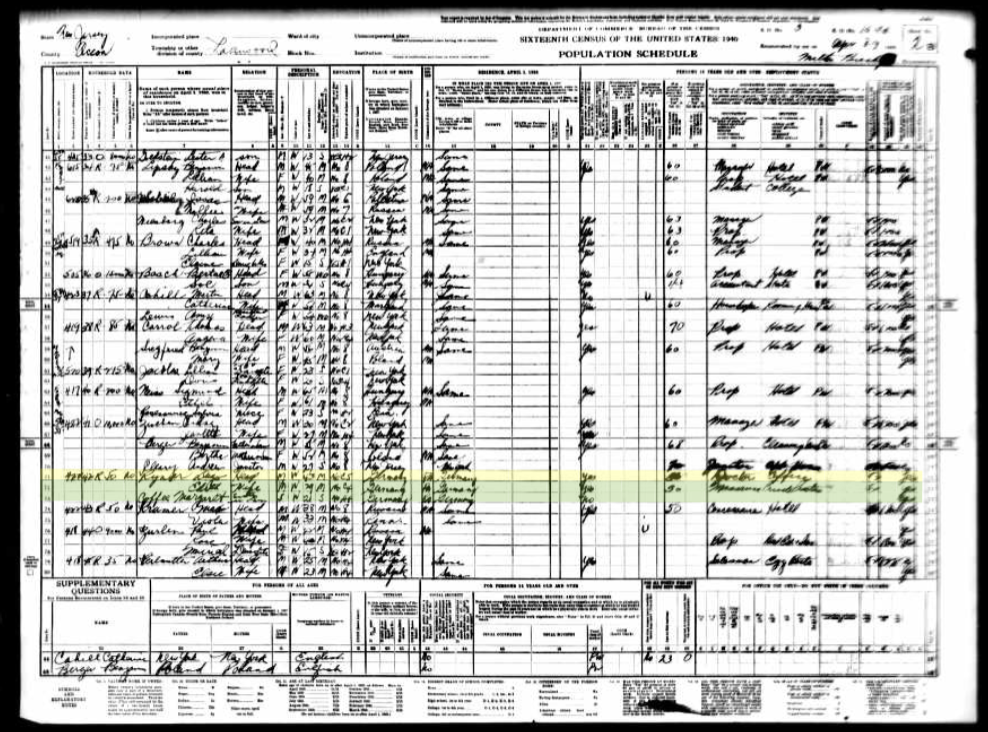
Dago und Edith Rynar sowie Margret Coffee im US-Census von 1940

Die Jüdin Edith Kaffe wohnte seit dem 1. Oktober 1935 im Haus Breitestraße 5. Sie arbeitete für ihren Lebenspartner Dagobert Rynar als medizinische Assistentin. Ende 1936 wanderte sie, 26-jährig, in die USA aus. Hier lebte sie mit ihrer Schwester Margreth (Margret Coffee), die als Masseurin arbeitete, im Haus 422 5th Street in der Kleinstadt Lakewood im US-Bundesstaat New Jersey. Nachdem Rynar die Flucht gelungen war, heirateten die beiden.
Der Stolperstein für Edith Kaffe wurde am 19. März 2023 verlegt.
HIER WOHNTE/PRAKTIZIERTE / DR. DAGO RYNAR / JG 1897 / FLUCHT 1937 / SCHWEIZ / USA

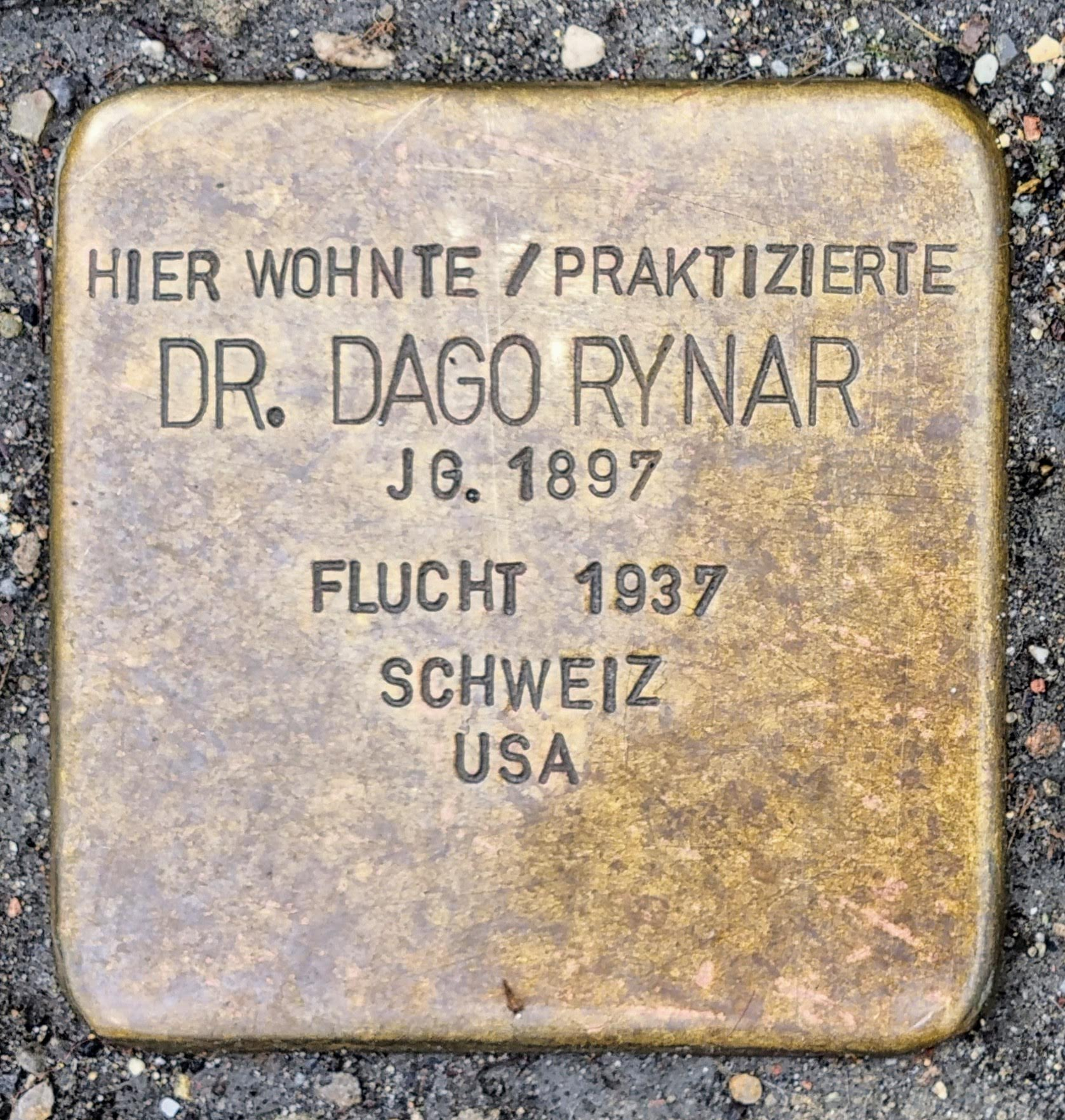
Dagobert „Dr. Dago“ Rynar

Dagobert Rynar wurde 1897 in Schubin (polnisch Szubin) in der preußischen Provinz Posen geboren. Nach Teilnahme am Ersten Weltkrieg studierte Rynar Medizin in Berlin und Freiburg, wurde aber auch als Pianist, Cellist und Musikwissenschaftler hoch anerkannt: Zusammen mit dem Cellisten und Komponisten Hugo Becker (18631941) schrieb er 1929 ein Buch über die Mechanik und Aesthetik des Violoncellspiels. In Engen richtete sich „Dr. Dago“ Rynar 1931 eine Arztpraxis ein, die er trotz Verlust der Zulassung durch die AOK zum 1. Juli 1933 bis zu seiner Verhaftung weiterführte.

„Engen – Wir bringen unseren Kassenmitgliedern zur Kenntnisnahme, daß Dr. med. Rynar, prakt. Arzt in Engen, mit Wirkung vom 1. Juli 1933 als Kassenarzt für unsere Kassenmitglieder nicht mehr zugelassen ist.00Engen, den 27. Juni 193300Allg. Ortskrankenkasse Engen.“

Nur einen Tag, bevor er seine Praxis an einen Arzt aus Oberschwandorf übergeben wollte, wurde Dago Rynar unter dem Vorwurf von Schwangerschaftsunterbrechungen am 24. März 1937 in seiner Praxis verhaftet, aber schon am 10. April „mangels Beweises“ durch das Konstanzer Schöffengericht wieder freigelassen. Umgehend verließ er Deutschland (wohl über die Schweiz) und floh in die USA zu seiner bereits 1936 ausgewanderten Lebensgefährtin, Edith Kaffe. Er heiratete sie und lebte mit ihr bis zu seinem Tod am 23. Februar 1969 in der Kleinstadt Lakewood im US-Bundesstaat New Jersey.
Der Stolperstein für Dagobert Dr. Dago Rynar wurde am 19. März 2023 verlegt.

### Breitestraße 10
Koordinaten „Breitestraße 10“
HIER ARBEITETE / SALLY GUTTMANN / JG. 1883 / FLUCHT 1939 / ECUADOR

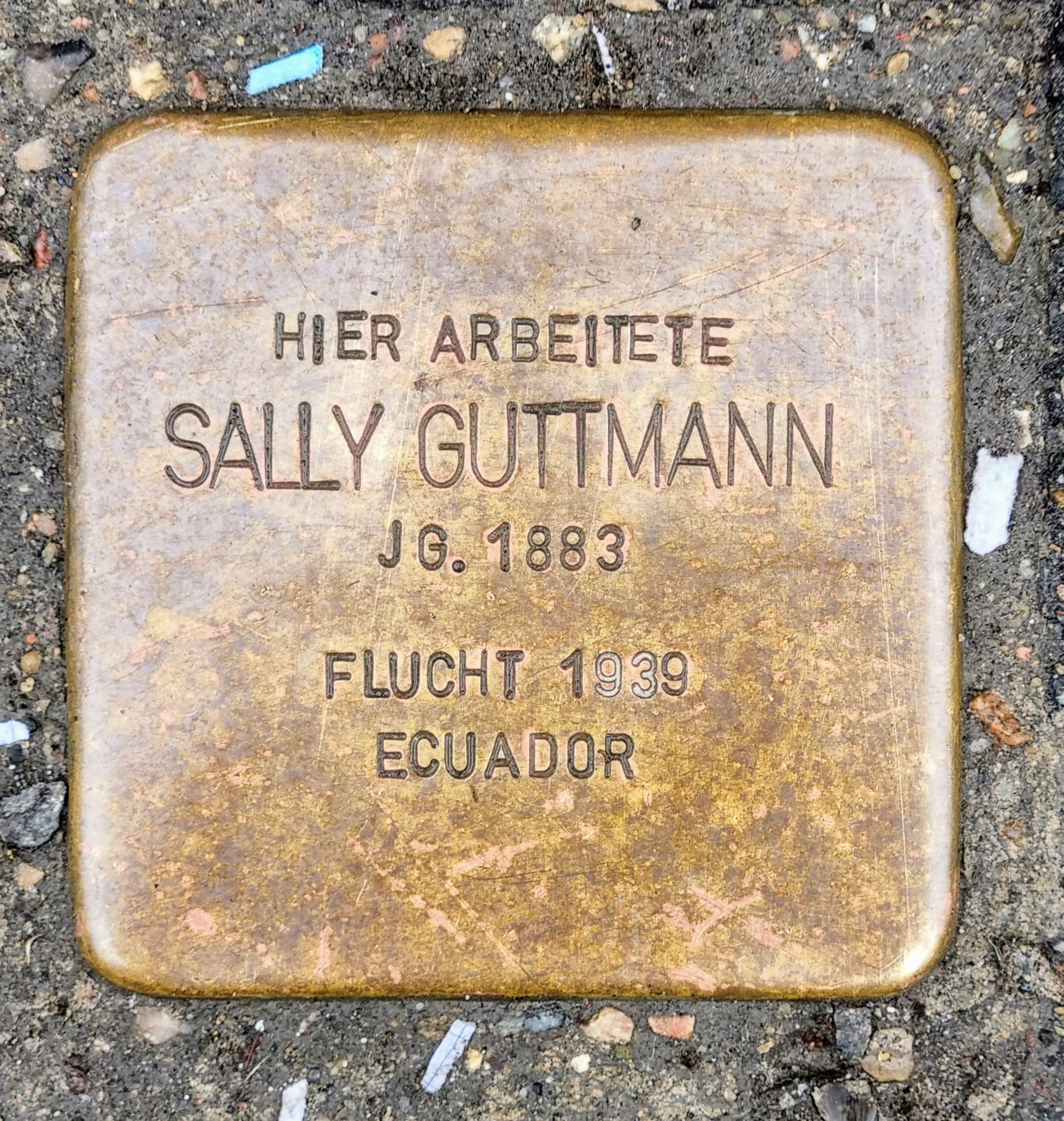
Salomon „Sally“ Guttmann

Der 1883 geborene Salomon „Sally“ Guttmann betrieb seit 1925 im Haus Breitestraße 10 eine Filiale des Singener Textilgeschäfts „S. Guttmann“. Das Sortiment reichte von Stoffen, Bettwäsche bis zu Bekleidung für Fest und Arbeit. Nach dem durch die Nationalsozialisten verhängten Judenboykott entsprach der Geschäftsverlauf nicht mehr den Erwartungen Guttmanns, so dass er seinen Betrieb im August 1934 an einen Schreinermeister verkaufte. 1938 verkaufte er auch das Singener Geschäft und floh nach Ecuador. Sally Guttmann, der mit Helene Lola verheiratet war, starb 1954 im südamerikanischen Exil.
Der Stolperstein für Salomon Sally Guttmann wurde am 19. März 2023 verlegt.
Auch vor dem Haus Scheffelstraße 25 in Singen (Hohentwiel) wurde für Salomon Guttmann am 31. Januar 2015 ein Stolperstein verlegt, siehe „Stolpersteine in Singen (Hohentwiel)“.

### Lindenstraße 2

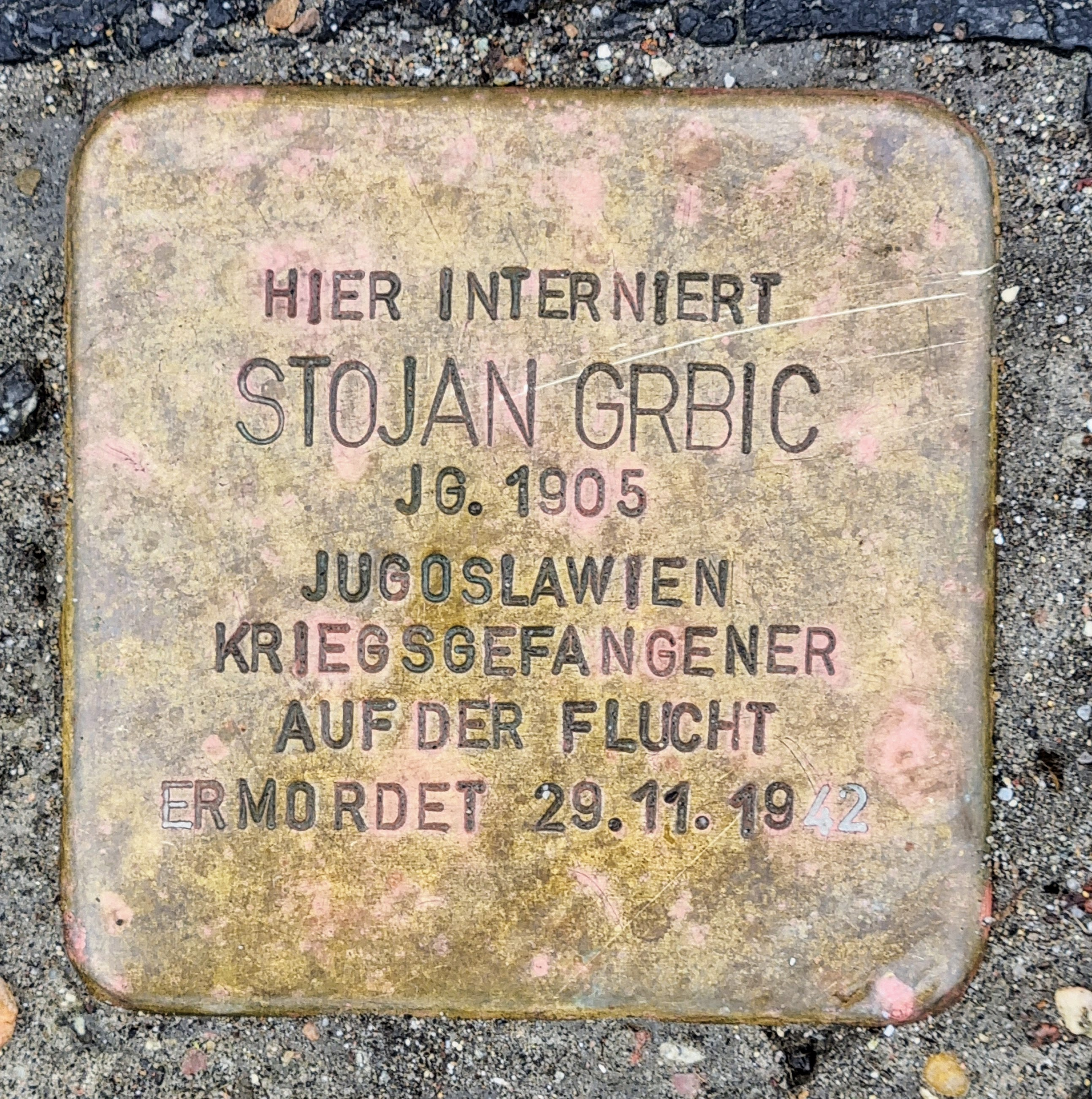
Stojan Grbic

Koordinaten „Lindenstraße 2“
HIER INTERNIERT / STOJAN GRBIC / JG. 1905 / JUGOSLAWIEN / KRIEGSGEFANGENER / AUF DER FLUCHT / ERMORDET 29.11.1942

Der Serbe Stojan Grbic, ehemaliger Angehöriger der 44. jugoslawischen Feld-Division, war einer von vielen jugoslawischen Kriegsgefangenen, die während des Zweiten Weltkriegs im Neuhauser Gasthaus „Schwanen“ untergebracht waren und tagsüber für die Neuhauser Bauern auf deren Feldern und Höfen arbeiteten. Während eines Streits am 29. November 1942 soll Grbic seinem Bauern eine Mist- oder Heugabel in den Rücken gestoßen haben, dann in den Schorenwald geflohen sein und sich dort erhängt haben. Die genauen Umstände seines Todes wurden aber nie wirklich geklärt. In der offiziellen Kriegssterbefallanzeige wurde als Todesursache „Auf der Flucht von Raubwild getötet“ angegeben. Stojan Grbic wurde in Neuhausen beerdigt.
Der Stolperstein für Stojan Grbic wurde am 19. März 2023 verlegt.

### Marktplatz 2

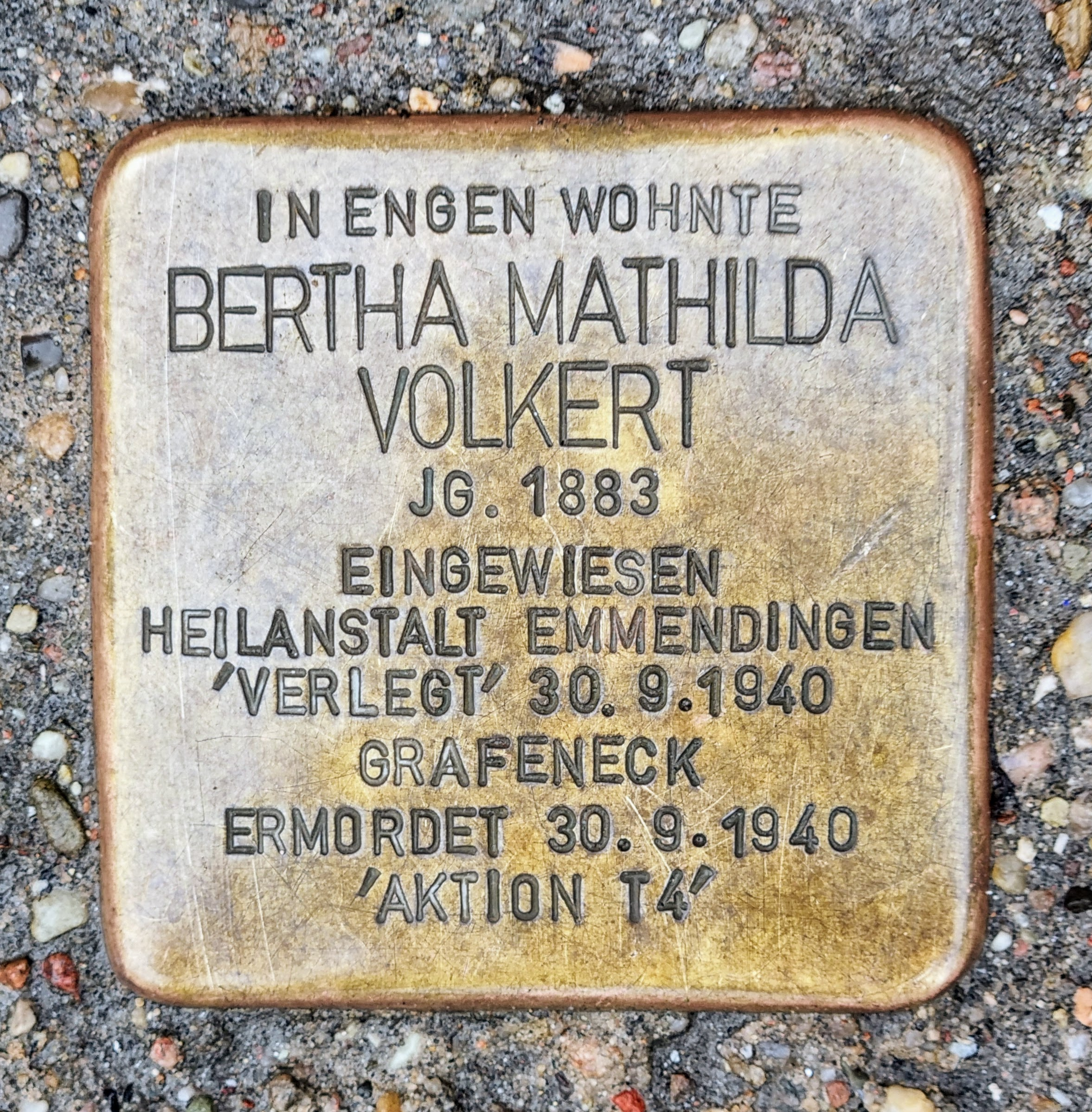
Bertha Mathilda Barbara Volkert

Koordinaten „Marktplatz 2“
IN ENGEN WOHNTE / BERTHA MATHILDA VOLKERT / JG. 1883 / EINGEWIESEN / HEILANSTALT EMMENDINGEN / ´VERLEGT´ 30.9.1940 / GRAFENECK / ERMORDET 30.8.1940 / ´AKTION T4´

Bertha Mathilda Barbara Volkert wurde 1883 als Tochter des Großherzoglichen Amtsrichters Georg Volkert in Engen geboren und am 14. Oktober 1940 in der Gaskammer der Tötungsanstalt Grafeneck umgebracht.
Der Stolperstein für Bertha Mathilda Barbara Volkert, der erste in Engen verlegte Stolperstein, wurde am 19. März 2023 verlegt.

### Peterstraße 3
Koordinaten „Peterstraße 3“

Die Ende 1921 in Engen geborene Anna Maria Blunder lebte nur rund zwei Jahre im Haus Peterstraße 3. Ohne Berufsausbildung arbeitete sie später als Haushaltsgehilfin oder Hilfsarbeiterin. Wegen Diebstahls und Betrugs saß Anna Maria Blunder einige Male im Gefängnis. Spätestens im März 1942 saß sie Konzentrationslager Ravensbrück bei Berlin, dem größten Konzentrationslager für Frauen im NS-Staat. Als eine von 1000 Frauen wurde Anna Maria Blunder im selben Jahr in einem drei- bis viertägigen Transport nach Auschwitz für den Aufbau des dortigen Vernichtungslagers gebracht. Vermutlich war sie schon während des Transports verstorben. Als „offizielle“ Todesursache wurde im Auschwitzer Sterbebuch eine Influenza-Infektion angegeben. Über ihren Tod am 5. September 1942 im Konzentrationslager Auschwitz, Anna Maria Blunder war nicht einmal 21 Jahre alt, wurde das Standesamt ihres Geburtsorts Engen später informiert.
Der Stolperstein für Anna Maria Blunder wurde am 19. März 2023 verlegt.